# ASD BDe 4/4
 (août 2024).
Si vous disposez d'ouvrages ou d'articles de référence ou si vous connaissez des sites web de qualité traitant du thème abordé ici, merci de compléter l'article en donnant les références utiles à sa vérifiabilité et en les liant à la section « Notes et références ».

Les BDe 4/4 401 à 404 sont des automotrices suisses dont la partie mécanique est construite par les ateliers de constructions mécaniques de Vevey (ACMV), et les systèmes électriques sont construits par Brown, Boveri & Cie. Elles avaient pour but de remplacer le matériel roulant datant de l’ouverture de ligne, en 1914.
Les 401 à 404 sont surnommées « Vevey » en référence à leur constructeur principal. Ces quatre automotrices ont été livrées en 1987 à la ligne Aigle-Sépey-Diablerets (ASD), exploitée par les transports publics du Chablais.

## Caractéristiques techniques
Ces machines peuvent être utilisées en unité multiple pour réaliser des compositions plus longues. 
Les BDe 4/4 401 à 404 pèsent au total 32,4 t et peuvent atteindre une vitesse maximale de 65 km/h. Chaque machine possède quatre moteurs de 205 kW chacun, ce qui équivaut à une puissance totale de 820 kW. À leur livraison, les quatre BDe 4/4 arboraient une livrée dite « ASD » bleu et blanche, plus tard, elles recevront toutes les quatre la livrée verte dite « TPC ». Ces automotrices embarquent quatre systèmes de freinage différents :

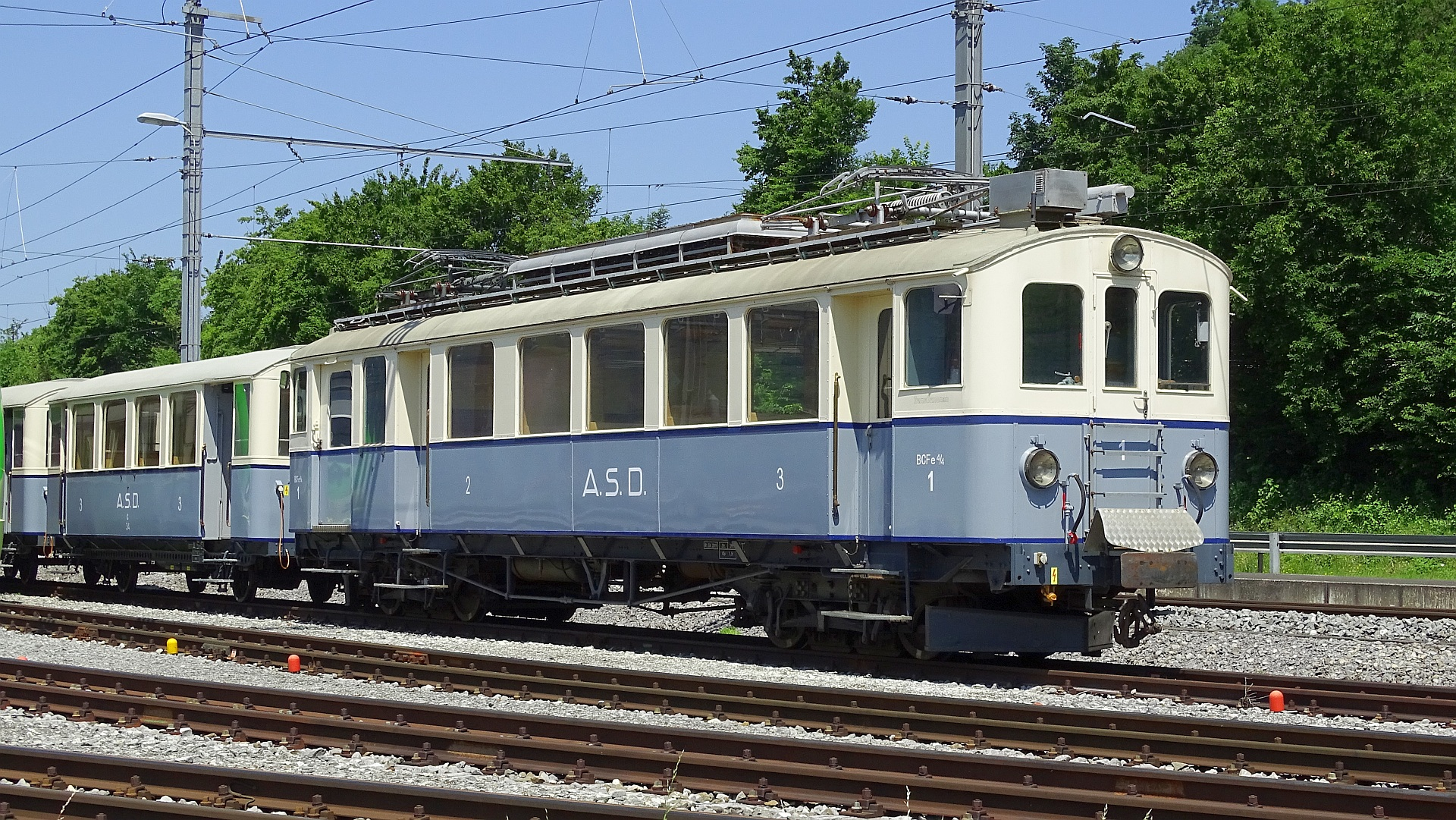
la BCFe 4/4 1 mise en service en 1914, appartenant maintenant à l'association ASD 1914, Cette automotrice fait partie de celle qui ont été remplacées par les BDe 4/4 401 à 404.

- Frein à main ;
- Frein à air comprimé ;
- Frein rhéostatique ;
- Frein magnétique[2].

## État actuel des différentes automotrices
| Automotrice | no  | Image du véhicule | Nom de baptême  | Statut                            |
| ----------- | --- | ----------------- | --------------- | --------------------------------- |
| BDe 4/4     | 401 |                   | Ormonts-dessus  | En service (infra/réserve)        |
| BDe 4/4     | 402 |                   | Ormonts-dessous | En service (infra/réserve)        |
| BDe 4/4     | 403 |                   | Ollon           | Mise hors-service en juillet 2025 |
| BDe 4/4     | 404 |                   | Aigle           | Mise hors-service en juillet 2025 |

## Renforcement des compositions avec des voitures pilotes
Plus tard après la mise en service des quatre automotrices électriques, leurs 40 places assises ne suffisaient plus. En 1987, sont livrés une voiture deuxième classe, la B 421 ainsi que deux voitures pilotes, les Bt 431 et 432 ayant circulé sur le Birsigtalbahn (BTB) depuis 1966. Les wagons de commande devront être adaptés par les ACMV et BBC avant de pouvoir circuler avec les automotrices 401 à 404. En 1988, une troisième voiture pilote sera livrée à l’ASD tandis que la Bt 433 dut elle-aussi subir des modifications par les ateliers de constructions mécaniques de Vevey et BBC pour pouvoir circuler avec les quatre nouvelles automotrices de la ligne. La B 421 ainsi que les Bt 431 et 432 pourront ainsi renforcer la capacité de rames circulant sur l’ASD de 64 places assises supplémentaires, tandis que le Bt 433 n’en comptera que 56. En 2000, une quatrième voiture de commande fera son entrée dans la flotte de matériel roulant de l’ASD, la Bt 434. Ayant également anciennement circulé sur le BTB, elle aura ensuite été la Bt 131 au chemin de fer voisin, l’AOMC (Aigle-Ollon-Monthey-Champéry) sur lequel elle n’a jamais été mise en service. Elle devra également faire un passage chez les ACMV et chez BBC pour se faire modifier.

## État actuel des différentes voitures / voitures pilotes
| Véhicule | no  | Image du véhicule      | Transformation                                                                                    | Statut                                             |
| -------- | --- | ---------------------- | ------------------------------------------------------------------------------------------------- | -------------------------------------------------- |
| Bt       | 431 | Image Bt 431 manquante | 1987 (adaptation pour les automotrices 400)                                                       | Accidentée en mai 2024, démolie en mai 2025        |
| Bt       | 432 |                        | 1987 (adaptation pour les automotrices 400)                                                       | Accidentée en juin 2020, démolie en septembre 2021 |
| Arst     | 433 |                        | 1988 (adaptation pour les automotrices 400) ex Bt 433 transformé en Arst 433 dans les années 1990 | Démolie en mars 2025                               |
| Bt       | 434 |                        | 2000 (adaptation pour les automotrices 400)                                                       | Démolie en mai 2025                                |
| Ars      | 421 | Image manquante        | 1987 (adaptation pour les automotrices 400) Ex B 421, transformée en Ars 421 dans les années 1990 | Démolie en mars 2025                               |

## Mise hors-service et relève
Les BDe 4/4 401 à 404 arrivant en fin de vie, une commande groupée avec les compagnies TransN et CJ fut passée à Stadler Rail pour la construction de nouvelles rames. Concernant les TPC, ce sont trois ABe 4/8 numérotées 471 à 473  qui furent mises en service progressivement en juillet 2024. 
Le retrait des rames "Vevey" se fit progressivement entre mai et juillet 2024 : 
BDe 4/4 401 : 16 juillet 2024 
BDe 4/4 402 : 16 juillet 2024 
BDe 4/4 403 (+ Bt 431) : mai 2024 
BDe 4/4 404 (+ Bt 434) : 12 juillet 2024 
Les automotrices 401 et 402 seront maintenues encore quelques années en état de marche afin de servir pour des trains de travaux.
Concernant les automotrices 403 et 404, elles furent mises hors-service en juillet 2025, et seront prochainement démolies. Leur dernier service remonte au 30 mars 2025, afin d'effectuer une course d'adieu entre le dépôt "En Châlex" et les vignes du château d'Aigle.

## Projet de conservation de Jeunesse Rail Chablais
Une association créée sous le nom de Jeunesse Rail Chablais (JRC) avait pour but de préserver une des quatre automotrices BDe 4/4 et la Bt 434 qui était la dernière voiture-pilote en état de marche. JRC prévoyait également de repeindre les deux véhicules en livrée « ASD » bleue et blanche comme à la livraison de ces rames à la fin des années 80'.
Cependant, le projet a été définitivement mis à l'arrêt en décembre 2024, et les voiture-pilotes furent démolies par la suite.